# Marie Mejzlíková
Marie Mejzlíková (ur. 13 grudnia 1903 w Pradze, zm. sierpień 1994) – czeska lekkoatletka, specjalizująca się w skoku w dal oraz sprincie. Wygrała w biegu na 60 metrów i zajęła drugie miejsce w biegu na 100 jardów na pierwszych Światowych Igrzyskach Kobiet w 1922 roku.  W tym samym roku ustanowiła pierwszy oficjalnie ratyfikowany rekord świata w skoku w dal (5,16 m) i biegu na 100 metrów (13,6 s). Była także częścią sztafety, która 21 maja 1922 roku ustanowiła pierwszy rekord świata kobiet w sztafecie 4 x 100 m. 23 września 1923 roku poprawiła swój rekord świata w skoku w dal na 5,30 m.
Często rywalizowała z inną czeską sprinterką o tym samym imieniu i nazwisku (nie były one jednak ze sobą spokrewnione). Na listach lekkoatletycznych są one zwykle wymieniane jako Marie Mejzlíková I i Marie Mejzlíková II.